# 句容郡王
句容郡王，中国古代郡王称号之一。

## 元朝
为元朝诸王第六等级封号之一，为龟纽银印王。
- 床兀儿，知枢密院事钦察人，至大二年（1309年）受封。
- 答邻答里，床兀儿子，天历二年（1329年）袭封。

## 明朝
- 句容王朱宪㸅，辽庄王朱致格庶一子，1535年—1540年，嘉靖十四年十二月封。十九年嗣辽封。郡爵例不袭。